# Octopus laqueus
Octopus laqueus is een inktvissensoort uit de familie van de Octopodidae. De wetenschappelijke naam van de soort werd voor het eerst geldig gepubliceerd in 2005 door Kaneko en Kubodera.